# Luigi Miradori
Luigi Miradori, apodado il Genovesino (Génova, 1605-Cremona, 1656) fue un pintor barroco italiano. 

## Biografía
Denota una formación entre Lombardía (Daniele Crespi y Giovanni Battista Crespi) y Génova (Bernardo Strozzi y Gioacchino Assereto), con influencia igualmente de Caravaggio, Adam Elsheimer y de la pintura española. Se estableció en Cremona en 1642. Fue autor sobre todo de obras religiosas, en las que mostró una cierta preferencia por reflejar la realidad cotidiana en sus obras: Sagrada familia (1639, Museo de Piacenza), Nacimiento de la Virgen (Museo civico Ala Ponzone, Cremona), Multiplicación de los panes y los peces (1647, Palazzo del Comune, Cremona), Milagro de san Bernardo (iglesia de Soresina), Virgen y el Niño con san Juan Damasceno (1648, iglesia de Santa María Magdalena, Cremona), Descanso en la Huida a Egipto (1651, iglesia de San Imerio, Cremona), Martirio de san Pablo (1642, Museo civico Ala Ponzone, Cremona), Virgen y el Niño con san Félix de Cantalice (Museo del Louvre, palacio de Compiègne).
También realizó retratos: Mujer con laúd (Palacio Rosso, Génova), Retrato de monje (Hispanic Society, Nueva York), Retrato de Sigismondo Ponzoni (Museo civico Ala Ponzone, Cremona).
Su hija Felice Antonia Miradori fue también pintora.

## Galería

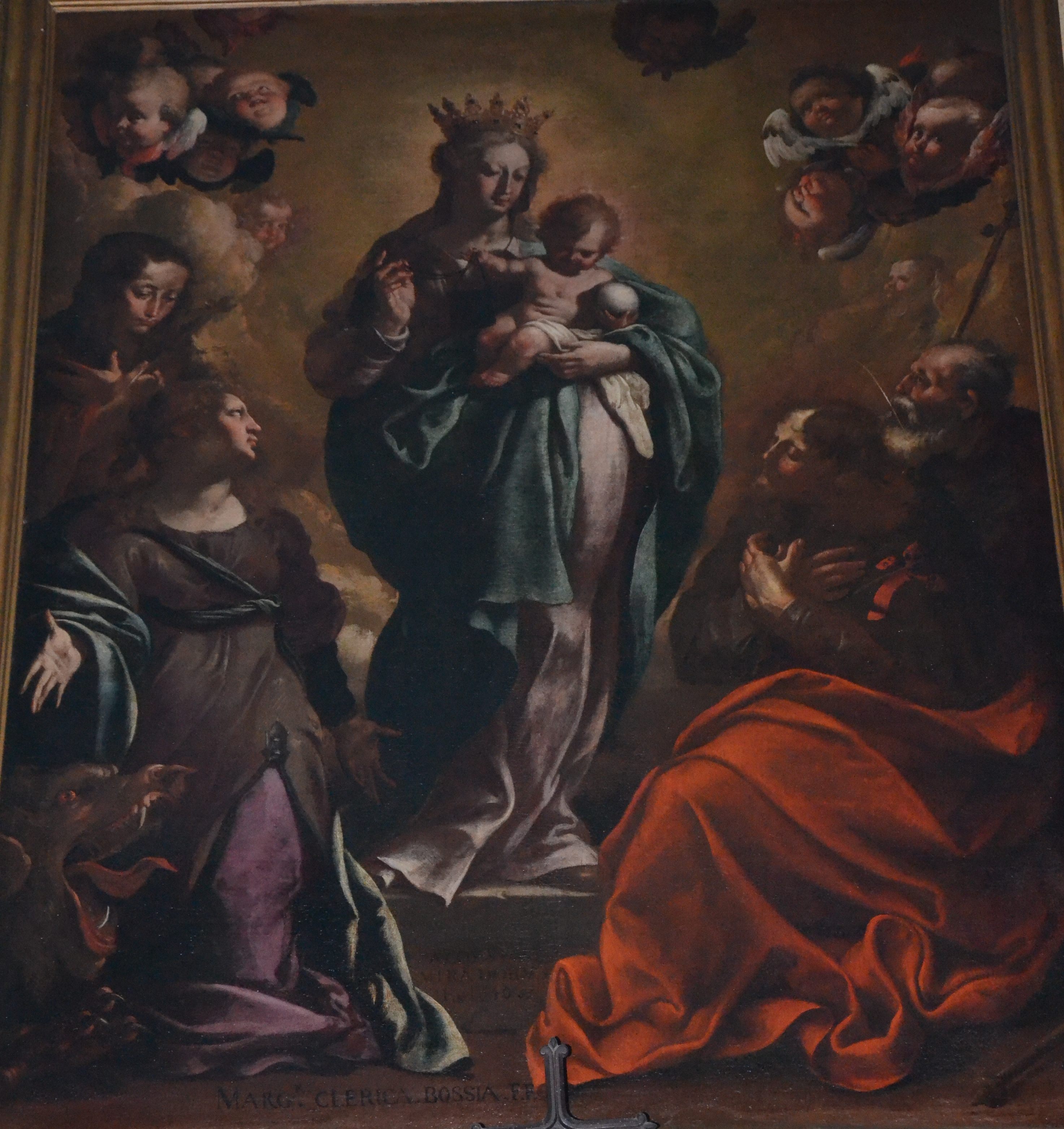
Virgen del Carmen con el Niño y los santos Felipe y Santiago, Margarita y Magdalena (1640), iglesia de los santos Felipe y Santiago, Castelleone
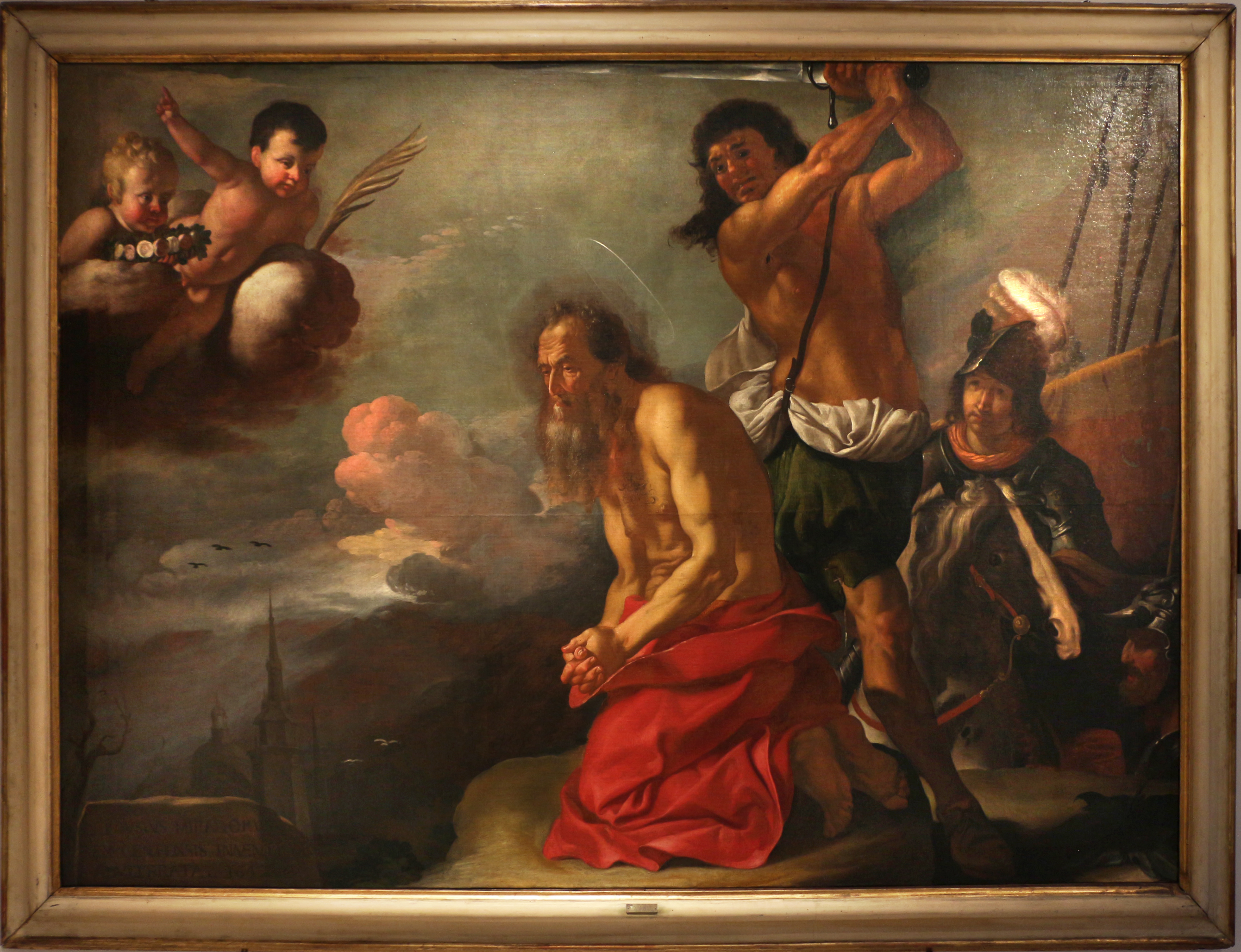
Martirio de san Pablo (1642), Museo civico Ala Ponzone, Cremona
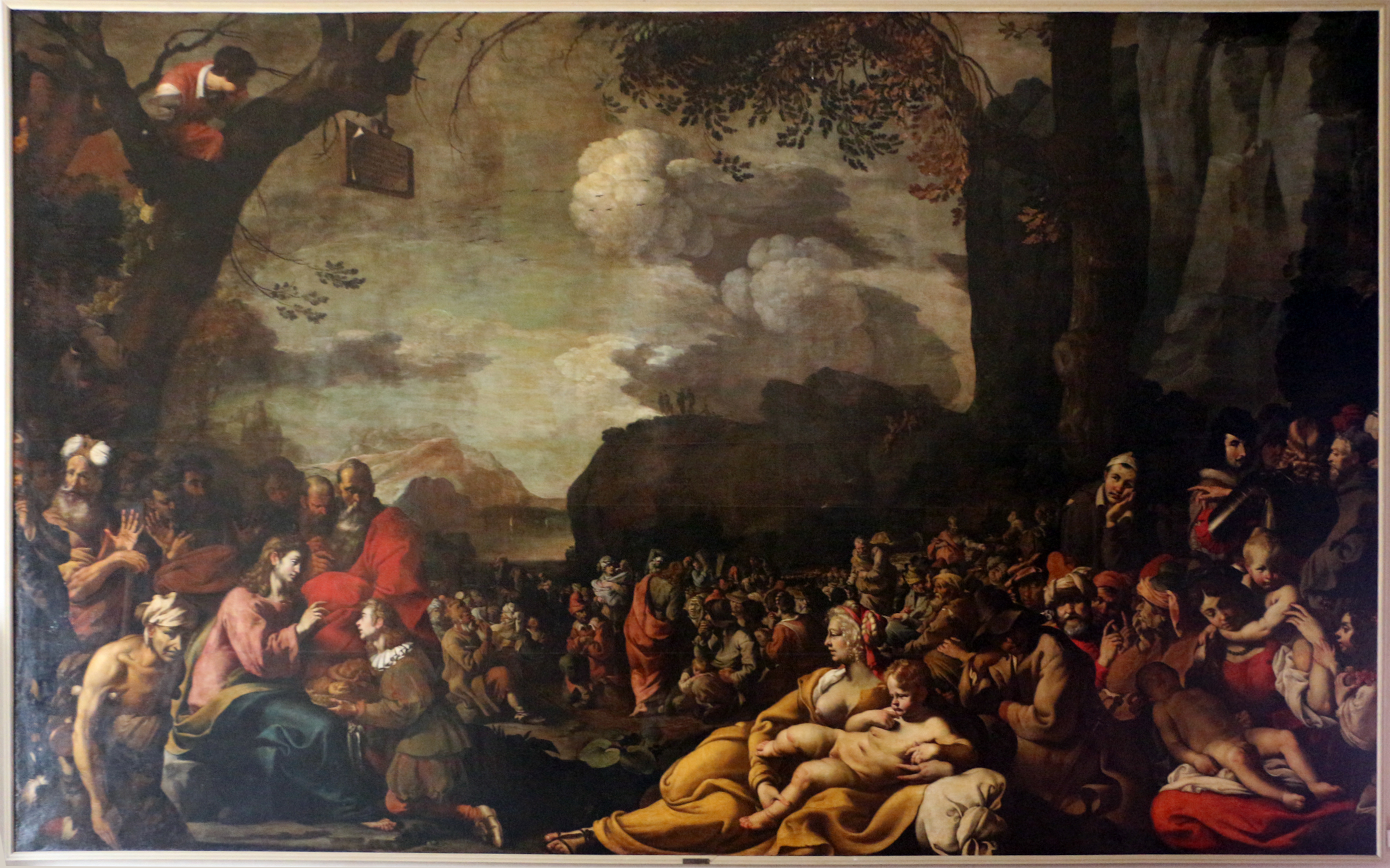
Multiplicación de los panes y los peces (1647), Palazzo del Comune, Cremona
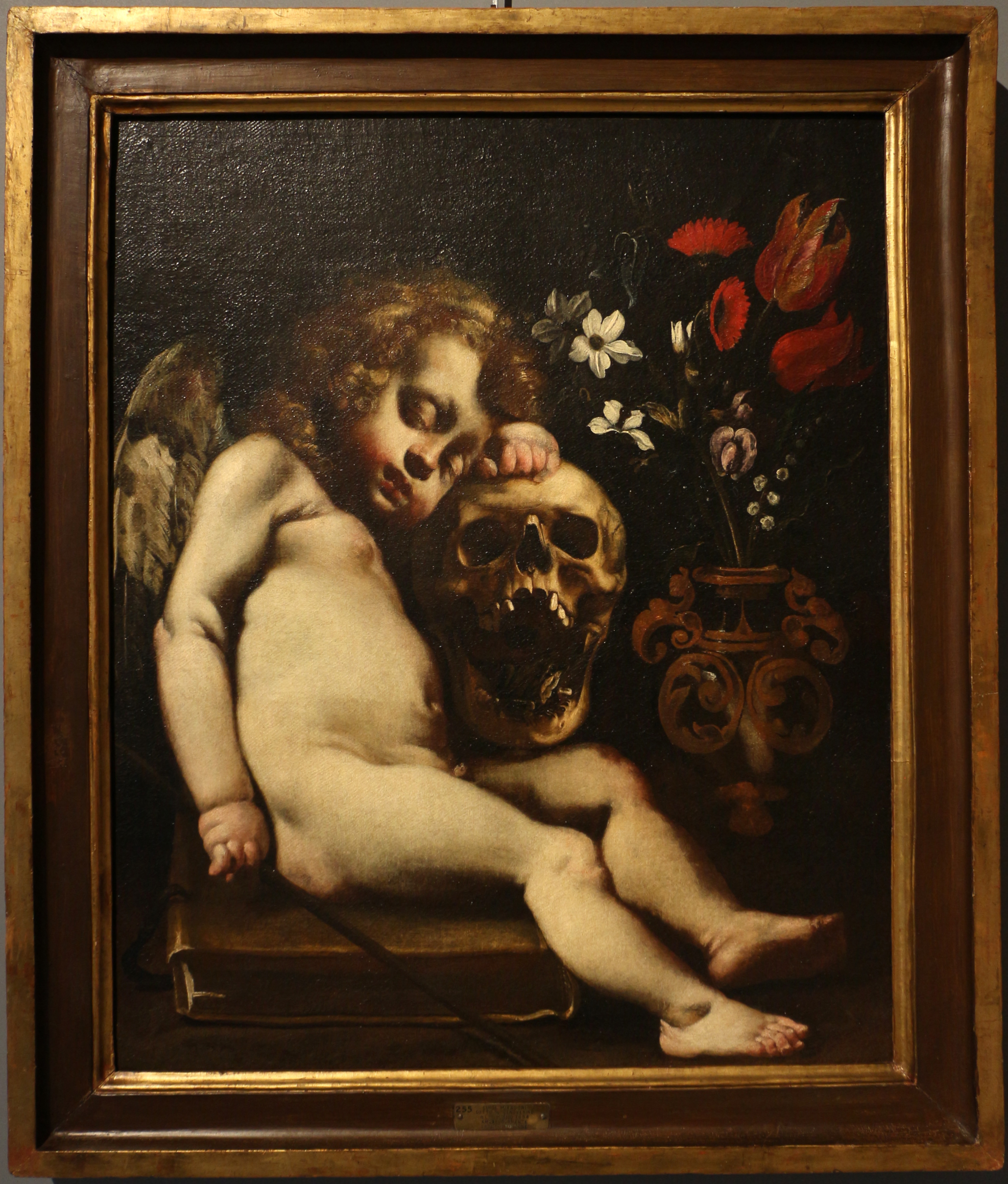
Cupido dormido (c. 1650), Museo civico Ala Ponzone, Cremona
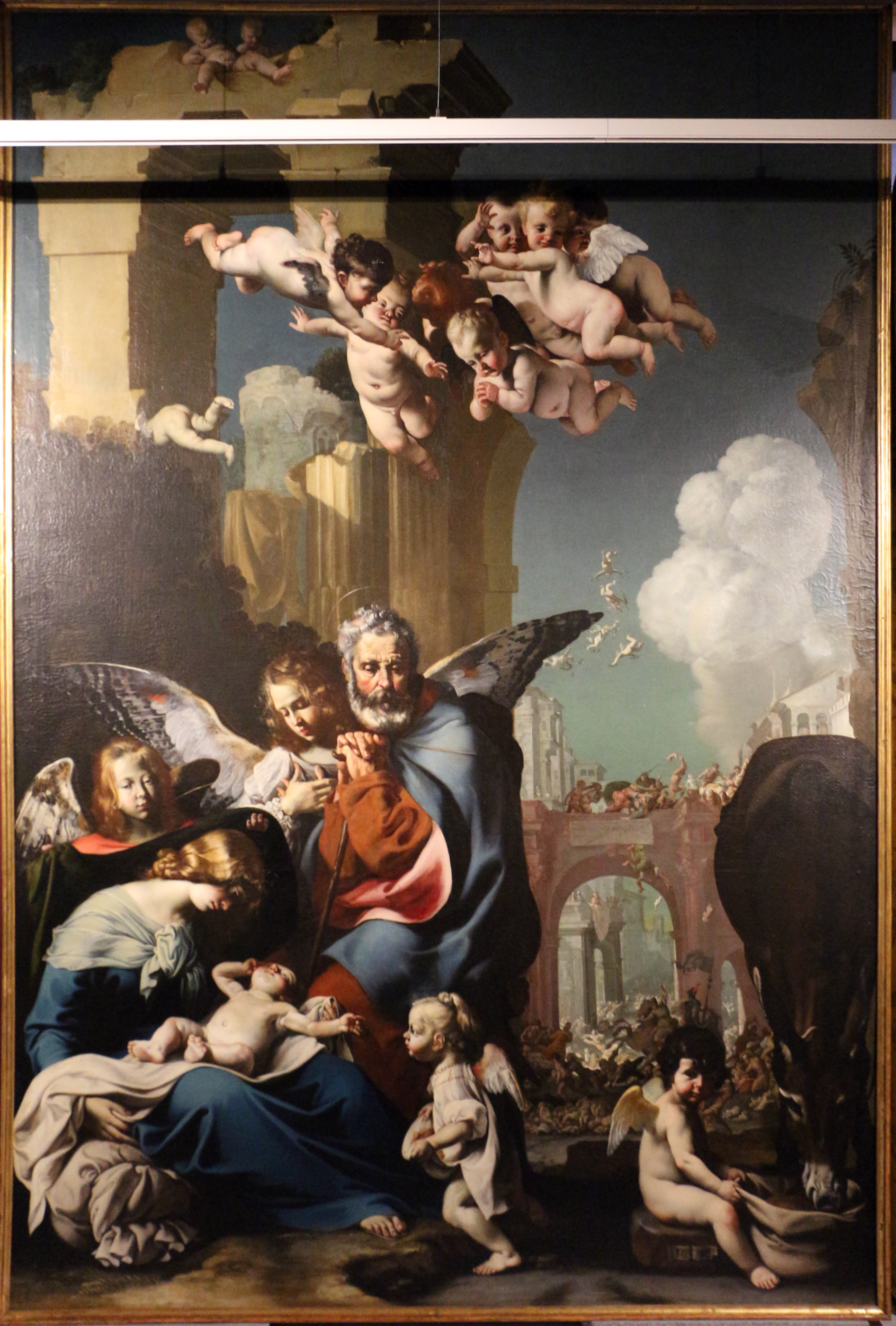
Descanso en la Huida a Egipto (1651), iglesia de San Imerio, Cremona
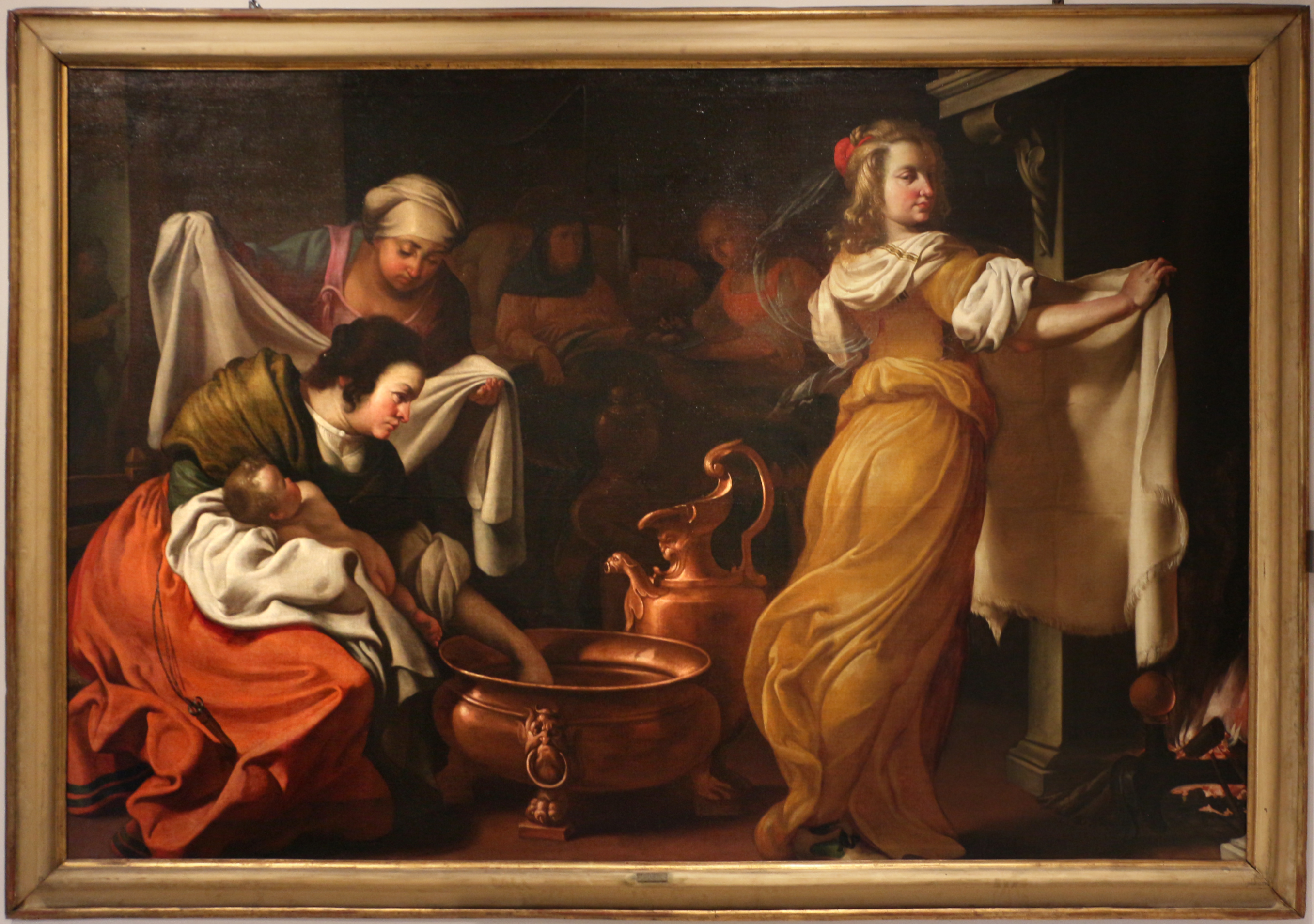
Nacimiento de la Virgen, Museo civico Ala Ponzone, Cremona
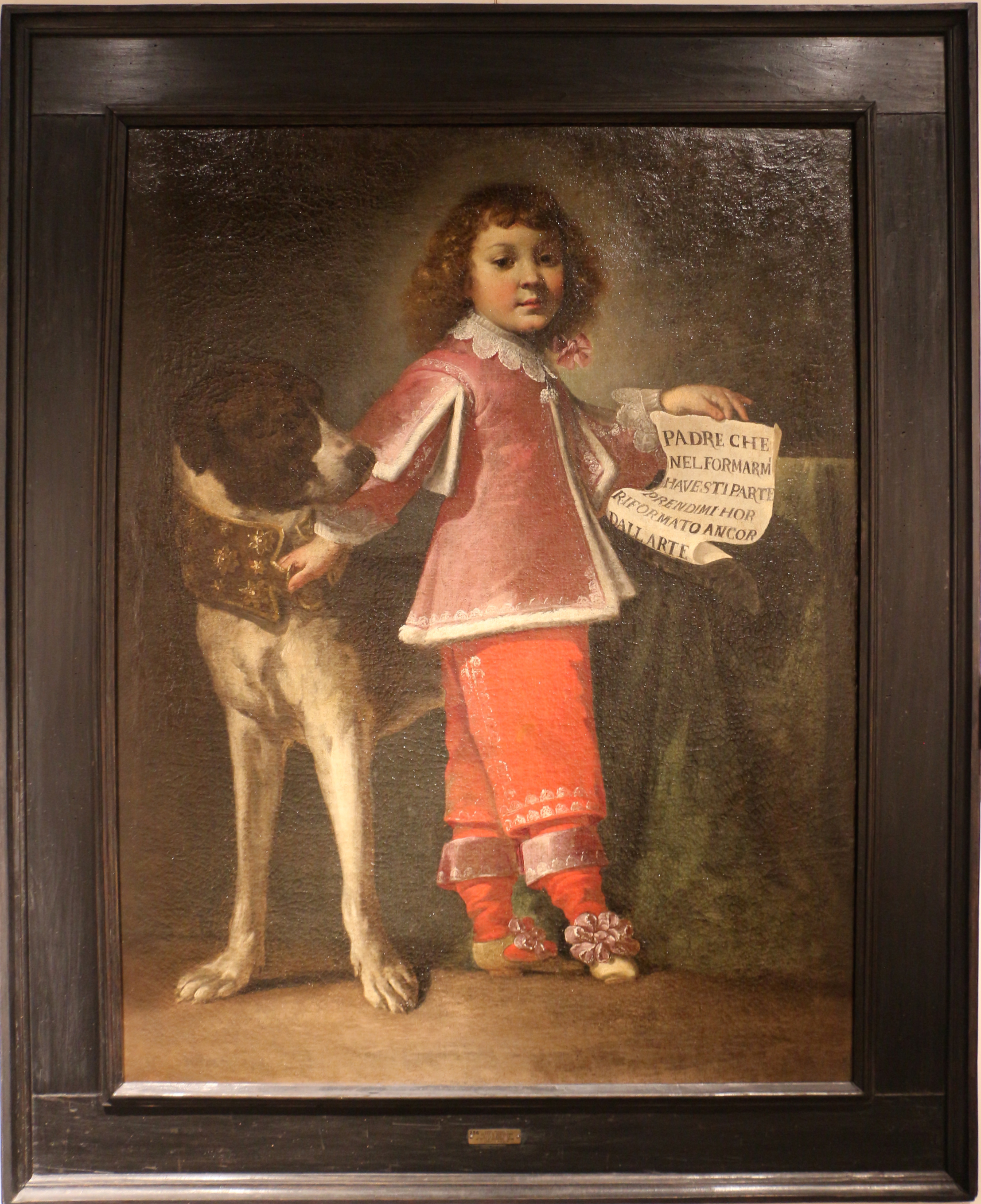
Retrato de Sigismondo Ponzoni, Museo civico Ala Ponzone, Cremona
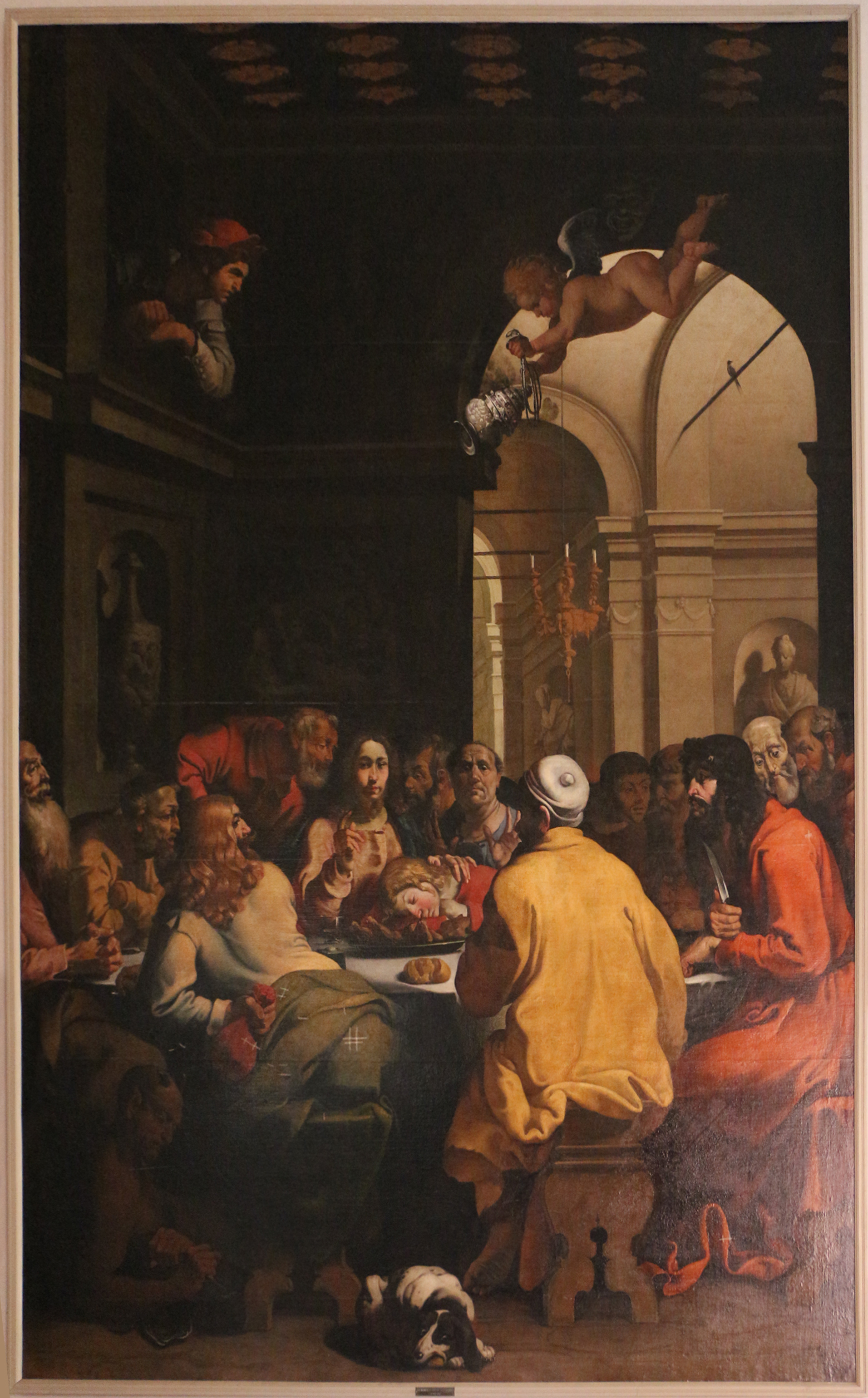
Última cena, Palazzo del Comune, Cremona